# باکره‌ای میان مردگان زنده
باکره‌ای میان مردگان زنده (انگلیسی: A Virgin Among the Living Dead) یک فیلم اروتیک ترسناک به کارگردانی خسوس فرانکو است که در سال ۱۹۷۳ منتشر شد. از بازیگران آن می‌توان به پل مولر، آلیس آرنو و هوارد ورنون اشاره کرد.